# Ronald Rousseau
Ronald Rousseau (Anvers, Bèlgica, 14 d'agost de 1949), és un matemàtic i gestor d'informació belga, especialitzat en Biblioteconomia i Documentació.
Doctorat en matemàtiques el 1977 a la KU Leuven de Lovaina, del 1978 al 2012 va ser professor associat de l'escola tècnica superior Katholieke Hogeschool Brugge-Oostende (KHBO), i es doctorà en Biblioteconomia i Documentació el 1992 a la Universitat d'Anvers. Continua com investigador a la KHBO i la Universitat de Lovaina. És el president de la International Society for Scientometrics and Informetrics (ISSI) des del 2007, i va ser reelegit el 2011. El 2015 va ser promogut Doctor honoris causa de la Universitat de Zhejiang (Xina) en reconeixement de la seva obra sobre infometria i la seva col·laboració amb aquesta universitat xinesa. Ha publicat llibres i articles sobre ciències de la informació, principalment d'informetria, I també de matemàtiques i ecologia. Ha obtingut molts premis, entre ells la medalla Derek de Solla Price el 2001 i la medalla de l'acadèmia belga de ciències.